# Gammarus longipedis
Gammarus longipedis is een vlokreeftensoort uit de familie van de Gammaridae. De wetenschappelijke naam van de soort is voor het eerst geldig gepubliceerd in 1987 door Karaman & Pinkster.
De soort is alleen bekend van grotwateren in Turkije op een hoogte van zo een 1700 m. Het is o.a. aangetroffen in de Su Cikktigi Cave in de provincie Konya en de Zindam Magarasi Cave in provincie Isparta. De mannetjes kunnen 15 mm groot worden. Door het ondergrondse leven zijn de ogen zeer klein.